# Aleksandar Matanović
Aleksandar Matanović (Belgrad, 23 de maig de 1930 – Belgrad, 9 d'agost de 2023) fou un jugador i escriptor d'escacs serbi (anteriorment iugoslau, que tenia el títol de Gran Mestre des de 1955.
Tot i fer més de 20 anys que estava retirat de la competició, a la llista d'Elo de la FIDE de març de 2014, hi tenia un Elo de 2490 punts, cosa que en feia en aquell moment el jugador número 27 de Sèrbia. El seu màxim Elo dels darrers 20 anys va ser de 2490 punts, a la llista de juliol de 1990 (posició 248 al rànquing mundial).

## Resultats destacats en competició
En Matanović fou Campió Júnior de Iugoslàvia el 1948, i tres cops Campió de Iugoslàvia absolut, el 1962 (ex aequo amb Minić), el 1969 i el 1978 (hi fou, a més, segon, els anys 1951, 1956, 1959 i 1967).
El 1952 participà en l'Interzonal de Saltsjöbaden, on hi fou 14è (el guanyador fou Aleksandr Kótov),
Els seus millors resultats en torneig inclouen un segon lloc al Torneig Zonal de Vrnjacka Banja 1967, primer a Opatija 1953, segon a Belgrad 1954, primer a Hamburg 1955, primer a Beverwijk 1957, empatat al primer lloc a Buenos Aires 1961, primer a Zevenaar 1961, segon a Jerusalem 1964, i cinquè al fort Torneig de Montecarlo (per darrere dels jugadors d'elit mundial Fischer, Smislov, Hèl·ler, i Larsen).

### Rànquing mundial
El seu millor rànquing Elo s'ha estimat en 2698 punts, l'octubre de 1956, moment en què tenia 26 anys, cosa que el situaria en 15è lloc mundial en aquella data. Segons chessmetrics, va ser el 14è millor jugador mundial el gener de 1958.

### Altres activitats
També va fer de comentarista de ràdio, escriptor de llibres d'escacs, i d'Editor en Cap de Chess Informant.

## Llibres
- Matanovic, Aleksandar. Enciclopèdia d'Obertures d'Escacs (cinc volums).  Chess Informant.

- Enciclopèdia de Finals d'Escacs (cinc volums)